# Qurghonteppa
Qurghonteppa (outrora chamada de Kurgan-Tyube) é a capital da região de Khatlon, no Tajiquistão. Qurghonteppa é a quarta maior cidade do país com uma população de 60000 habitantes (2000).